# Žiga Dimec
Žiga Dimec, né le 20 février 1993, à Celje, en Slovénie, est un joueur slovène de basket-ball. Il évolue au poste de pivot.

## Palmarès

### Équipe nationale
- Champion d'Europe en 2017

### Club
- Coupe de Slovénie 2016
- Supercoupe de Slovénie 2016